# Sirinata a 'na dispittusa/Scarcagnulu
Sirinata a 'na dispittusa/Scarcagnulu è il 6° singolo di Domenico Modugno, pubblicato nel 1954.

## Tracce
Lato A
1. Sirinata a 'na dispittusa (Domenico Modugno)

Lato B
1. Scarcagnulu (Domenico Modugno)

## Il disco
Modugno è l'autore sia del testo che della musica.
Il disco all'epoca ebbe un successo molto mediocre, e anche questa versione del singolo è rara. La prima canzone è quasi sconosciuta, mentre la seconda fu spesso reincisa da Modugno, ed è presente anche nell'antologia Tutto Modugno del 1972.

## I brani
Sirinata a 'na dispittusa
Il primo brano è una canzone d'amore in sanpietrano (San Pietro Vernotico), una serenata ad una ragazza dispettosa.
Scarcagnulu
"Scarcagnulu" è invece, nella tradizione popolare del Salento e del Brindisino, un folletto dispettoso, che disturba i sonni dei contadini e specialmente dei bambini (in alcune zone della Puglia viene anche chiamato Scazzamurrieddhru o Laurieddhu); la canzone racconta le imprese di uno di questi folletti.
Sempre nel 1954 entrambi i brani furono ripubblicati insieme a quelli del 78 giri precedente, Lu magu delle rose/Cavaddruzzu, nell'EP A72V 0037.